# قرین (شرقیه)
قرین (به عربی: القرین) یک منطقهٔ مسکونی در مصر است که در استان شرقی (مصر) واقع شده‌است. القرین ۶۴٬۴۵۳ نفر جمعیت دارد و ۲۶ متر بالاتر از سطح دریا واقع شده‌است.